# Dragon (klasa jachtu)

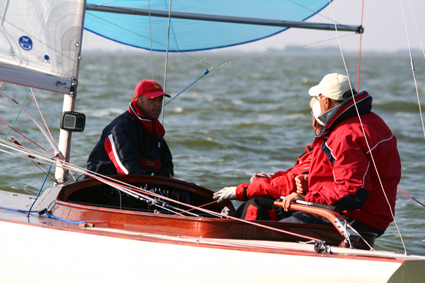
Dragon w czasie regat w 2008.

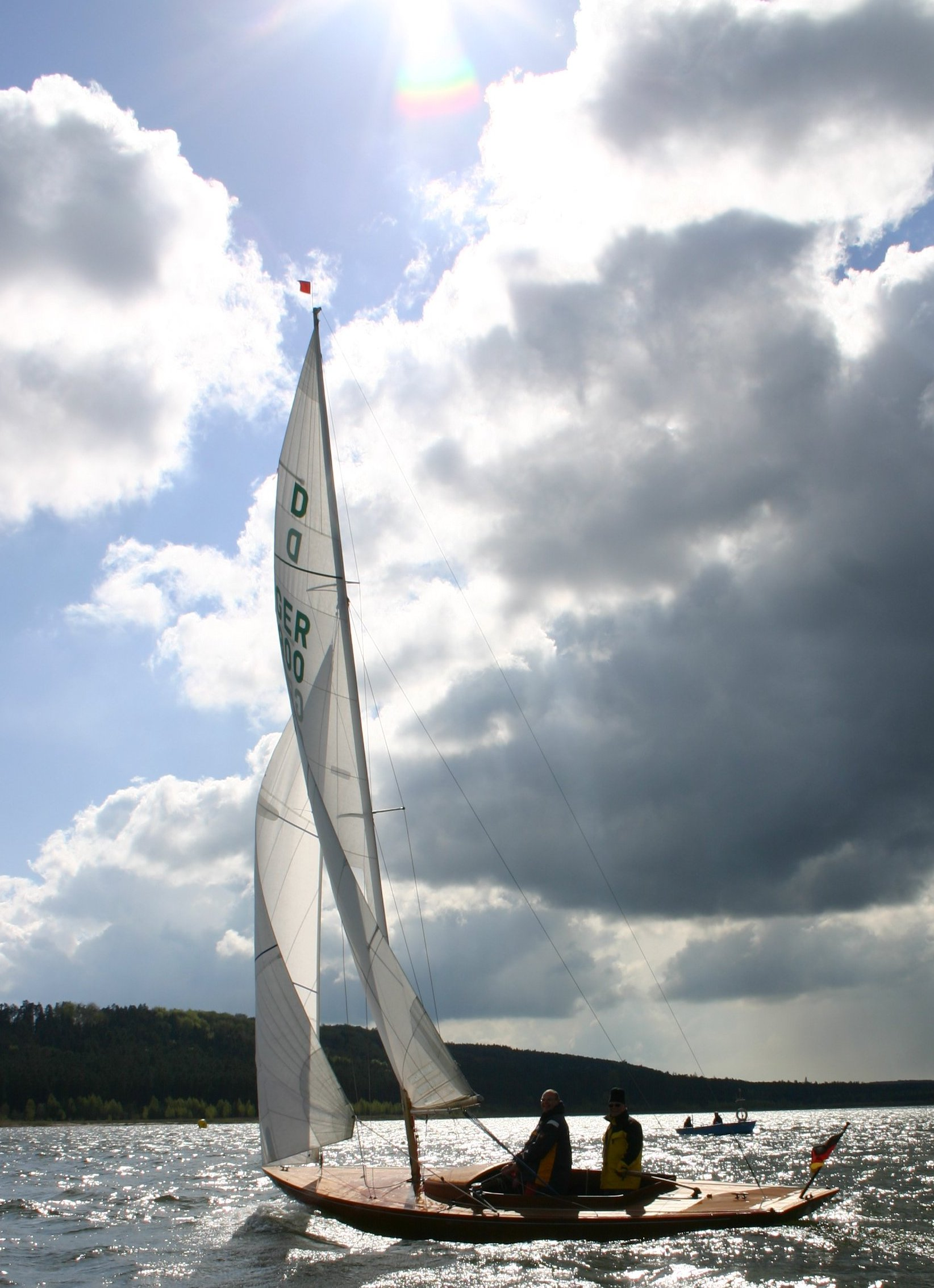
Drewniany dragon, zbudowany przez Abeking & Rasmussen (1954) na Großer Brombachsee

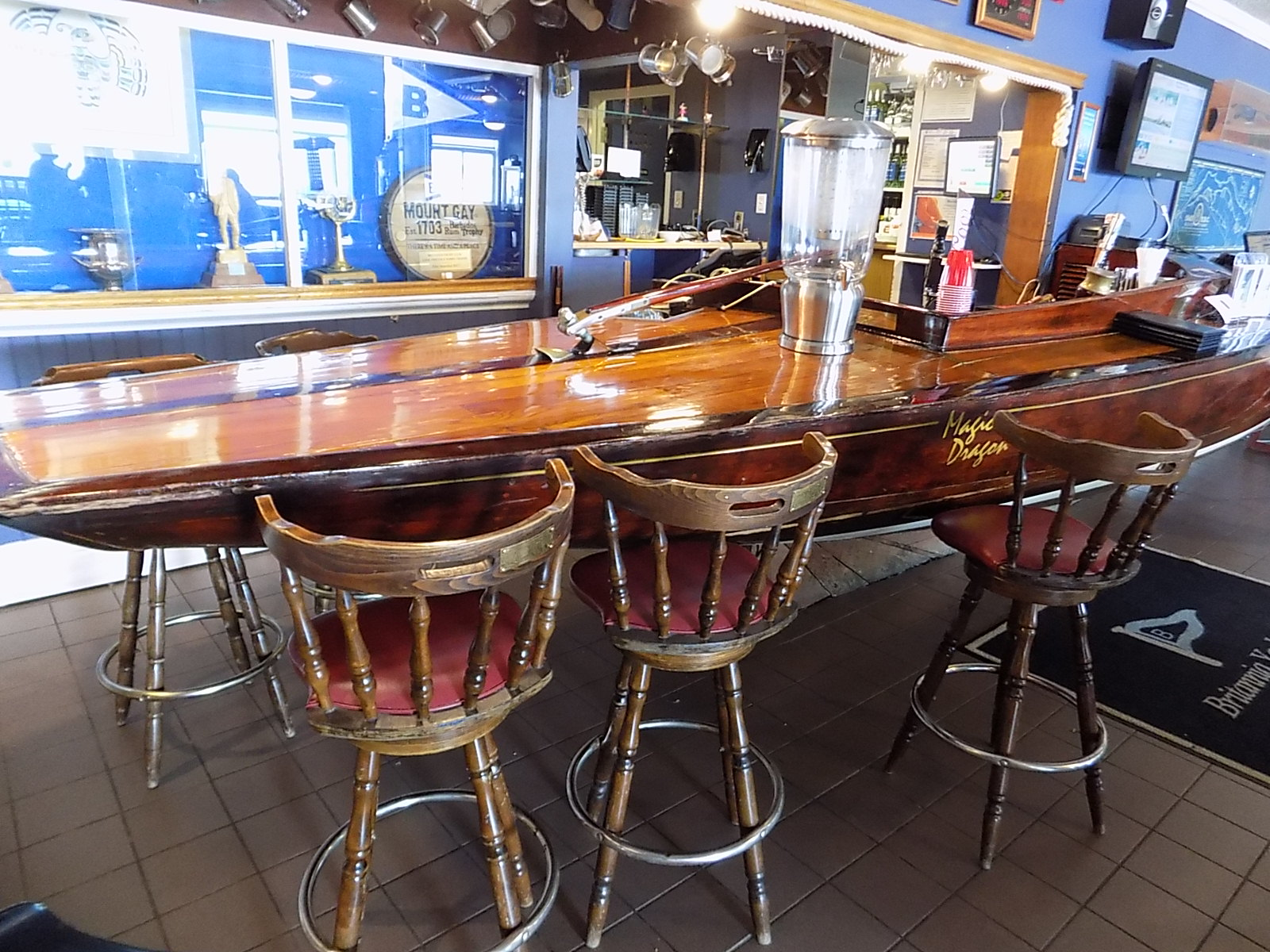
Magic Dragon używany jako bar w Britannia Yacht Club's Dragon pub

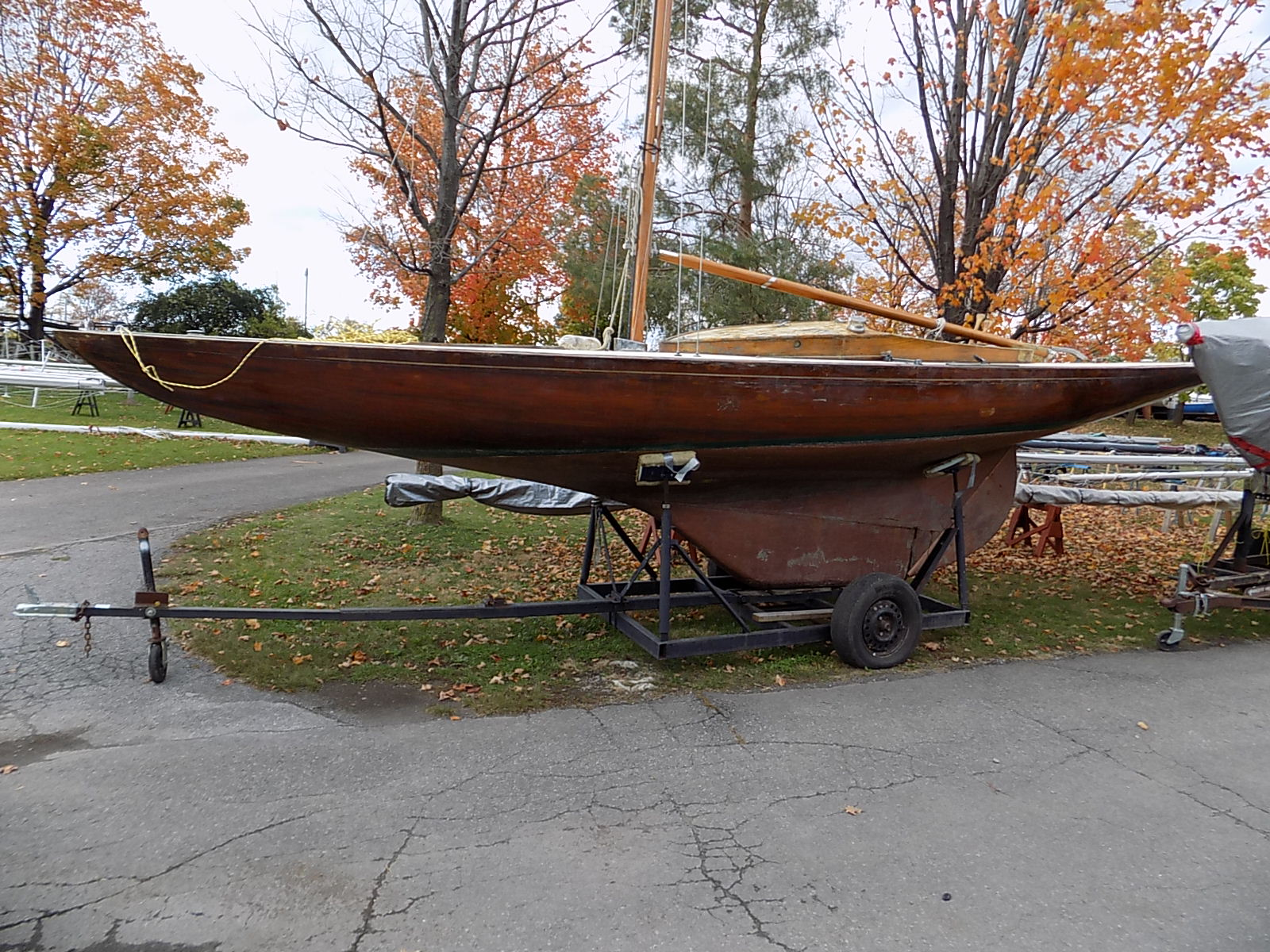
Drewniany Dragon na przyczepie, widać kształt kilu oraz mocowanie steru

Dragon – monotypowy jacht balastowy zaprojektowany przez Norwega Johana Ankera w 1929 roku. W roku 1948 Dragon stał się klasą olimpijską, której status utrzymywał aż do igrzysk w Monachium w 1972 roku. Długie kilowe i eleganckie linie Dragona pozostają niezmienione, ale dzisiaj Dragony budowane są przy użyciu najnowszych technologii, aby łódź była trwała i łatwa w utrzymaniu. Konstrukcja GRP została wprowadzona w 1973 roku, a takielunek był regularnie aktualizowany.
Klasa Dragon jest aktywna w ponad 26 krajach na pięciu kontynentach. W 2004 roku zarejestrowano 1444 łodzie, a liczba budowanych łodzi wynosiła 45 rocznie. Mistrzostwa świata odbywają się w każdym nieparzystym roku, a mistrzostwa Europy odbywają się co roku. Gold Cup może być rozgrywany wyłącznie w określonych krajach europejskich, jest wyjątkowy, ponieważ wszystkie sześć regat liczy się bez odrzucenia. Odbywa się co roku i często przyciąga ponad 100 łódek pływającej w jednej grupie.
Stowarzyszenie Klasy ostrożnie zarządza zasadami klasowymi, aby zapewnić bezpieczeństwo, wysoką jakość i jednolitość. Drzewca i żagle mają szeroki zakres regulacji podczas wyścigów, pozwalając zręcznej załodze na optymalizację ustawień łodzi w każdych warunkach. Limity wagi załogi (285 kg) i ograniczenia balastowania załogi umożliwia równe ściganie się różnych grup wiekowych obu płci. Dragon może ścigać się z łodziami innych klas, wykorzystując Handicap Portsmouth Yardstick lub D-PN 89,5.